# Liste der Ehrenbürger von Poing
Die Ehrenbürgerschaft ist die höchste Auszeichnung, die die oberbayerische Gemeinde Poing vergeben kann. Gemäß der Gemeindeordnung für den Freistaat Bayern kann die Gemeinde Persönlichkeiten, die sich um sie besonders verdient gemacht haben, zu Ehrenbürgern ernennen.
Seit 1954 wurden acht Personen zu Ehrenbürgern ernannt (die Auflistung erfolgt chronologisch nach Datum der Zuerkennung).

## Die Ehrenbürger der Gemeinde Poing
1. Karl Sittler (* 20. Juli 1892; † 26. Februar 1982)
Lehrer
Verleihung 1954
Sittler war vom 29. Dezember 1938 bis 30. September 1954 Hauptlehrer und Schulleiter der Volksschule Poing.
2. Wilhelm Zorn (* 12. August 1884; † 13. November 1968)
Tierzuchtwissenschaftler
Verleihung 1964
Zorn war von 1947 bis 1954 Direktor der Bayerischen Landesanstalt für Tierzucht in Grub.
3. Ludwig Germeier (* 3. August 1894; † 24. November 1973)
Bürgermeister
Verleihung 1966
Germeier war nach Ende des Zweiten Weltkriegs ab Juni 1945 Erster Bürgermeister von Poing. Er blieb bis 30. April 1966 im Amt. Aus Anlass seiner Verabschiedung wurde er für seine Verdienste zum Ehrenbürger ernannt.
4. Johann Deffner (* 15. November 1913; † 28. Juli 1993)
Altbürgermeister
Verleihung 1982
Deffner war zunächst vom 1. Mai 1960 bis 30. April 1966 Gemeinderat, dann vom 1. Mai 1966 bis 30. April 1982 Erster Bürgermeister. Bei seinem Abschied würdigte die Gemeinde seine Verdienste mit der Verleihung der Ehrenbürgerschaft.
5. Anni Pickert (* 17. Februar 1919; † 11. Januar 2006)
Rektorin
Verleihung 1984
Pickert war von 1947 bis 1967 stellvertretende Schulleiterin der Poinger Schule und von 1967 bis 1981 deren Rektorin.
6. Jakob Geißel (* 20. Oktober 1911; † 25. Oktober 1992)
Gemeinderat
Verleihung 1988
Geißel war vom 1. Mai 1960 bis 5. Mai 1988 Mitglied des Gemeinderats. Anlässlich seines Ausscheidens bekam er die Ehrenbürgerschaft der Gemeinde verliehen.
7. Christa Stewens (* 27. August 1945)
Politikerin
Verleihung 2010
Gemeinderätin, CSU-Fraktionsvorsitzende und Stellvertretende Bürgermeisterin.
8. Wolfgang Schubert (* 4. August 1937)
Stellvertretender Verbandsrat und Verbandsrat
Verleihung 2010
Gemeinderatsmitglied von 1978 bis 2009
Gründungsmitglied der Kleingartenanlage am Bergfeld
Vorsitzender der Arbeiter-Wohlfahrt von 1988 bis 2011
Mitbegründer des Fördervereins Poinger Seniorenzentrum seit 1997
Bayerische Staatsmedaille für soziale Verdienste 2008